# Guarda Republicana Iraquiana
A Guarda Republicana Iraquiana (em árabe: حرس العراقي الجمهوري) foi um ramo das Forças Armadas do Iraque, que mais tarde tornou-se o Corpo da Guarda Republicana e então o Comando de Forças da Guarda Republicana, com a sua expansão em dois corpos.
A Guarda Republicana era a força de elite do Exército do Iraque diretamente subordinada à Saddam Hussein, ao contrário dos paramilitares Fedayeen Saddam e dos soldados comuns. Eles eram facilmente reconhecíveis, como usavam boinas vermelhas ou marrom em vez da cor preta comum do exército iraquiano. Os membros da Guarda eram mais bem treinados, disciplinados, equipados e remunerados do que os soldados iraquianos regulares.

## História
Formada em 1980, foi originalmente criada para ser o guarda-costas de Saddam Hussein, mas foi ampliada em uma grande força militar. Foi dissolvida junto com o resto dos militares iraquianos após a Guerra do Iraque pela Autoridade Provisória da Coalizão. Os membros eram (principalmente mas não exclusivamente), árabes sunitas, ao invés de xiitas conscritos. Eles recebiam bônus, automóveis novos e moradia subsidiada, e recebiam maior formação do que o exército regular.
O último comandante desta força militar foi Qusay Hussein, filho de Saddam Hussein. Saddam era tão confiante sobre a capacidade da guarda, que havia dito: "Na história, quando eles escrevem sobre a Guarda de Napoleão, eles vão organizá-los ao lado da Guarda Republicana do Iraque".